# (5498) Gustafsson
(5498) Gustafsson est un astéroïde de la ceinture principale.

## Description
(5498) Gustafsson est un astéroïde de la ceinture principale. Il fut découvert le 16 mars 1980 à La Silla par Claes-Ingvar Lagerkvist. Il présente une orbite caractérisée par un demi-grand axe de 2,25 UA, une excentricité de 0,15 et une inclinaison de 2,1° par rapport à l'écliptique.

## Compléments